# Рат, Эрнст фом
Эрнст Эдуард фом Рат (нем. Ernst Eduard vom Rath; 3 июня 1909, Франкфурт-на-Майне, Германия, — 9 ноября 1938, Париж, Франция) — германский дипломат.

## Биография
Родился в аристократической прусской семье, его отец был помощником префекта города Кёльн. Учился в школе в Бреслау. После окончания учёбы в университете, Рат в 1932 году поступил на службу в германский МИД и вступил в НСДАП, а в апреле 1933 года — в СА. Работал в германском посольстве в Бухаресте, а в 1935 году был переведен в Париж, где занимал должность третьего секретаря посольства у своего дяди, немецкого посла во Франции Роланда Кёстера. В июне 1936 года Рат прошёл дипломатическо-консульскую аттестацию в Берлине. После этого Рату предстояло провести год в немецком посольстве в Калькутте, но был вынужден вернуться из-за болезни обратно в Германию. Как говорил сам фом Рат, болезнью была амёбная дизентерия в тяжёлой форме. Однако по словам лечащих врачей фом Рата, в действительности он заболел ректальной гонореей, приобретённой в результате гомосексуального полового акта. Для лечения этой болезни он выбрал в Берлине еврейских врачей, по-видимому, чтобы уменьшить вероятность огласки. С 13 июля 1938 года Рат вновь служил в немецком посольстве в Париже, а 18 октября был назначен секретарём миссии. Фом Рат был профессиональным дипломатом из министерства иностранных дел, который не стеснялся антигитлеровских взглядов, во многом основанных на отношении нацистов к евреям, считался политически неблагонадёжным и находился под подозрением гестапо.

## Убийство
Утром в понедельник, 7 ноября 1938 года, еврейский беженец Гершель Гриншпан приобрёл револьвер и коробку патронов, затем пошел в германское посольство (по свидетельству Уильяма Ширера, с целью убить посла графа Иоганнеса фон Вельчека) и попросил вызвать для разговора секретаря посольства. Его принял в своем кабинете фом Рат, низший из двух дежуривших в тот момент служащих, при этом обойдясь без регистрационных формальностей и свидетелей (историк Ганс-Юрген Дёшер сделал отсюда вывод, что Рат и Гриншпан были знакомы). Гриншпан тут же выстрелил из своего оружия в фом Рата пять раз. Гриншпан не предпринял никаких попыток, чтобы скрыться от французской полиции, и сразу признался в стрельбе. В кармане у него было прощальное письмо к родителям, в котором говорилось: «Мое сердце облилось кровью, когда я узнал о вашей судьбе, и я должен протестовать так, чтобы об этом узнал весь мир».
На следующий день правительство Германии объявило, что за исключением еврейских детей, посещающих государственные начальные школы, на неопределенный срок приостанавливается всякая другая еврейская культурная и общественная деятельность и прекращается публикация еврейских газет и журналов, в том числе и на немецком языке. Газета в Великобритании описала последний шаг, который отрезал еврейское население от его лидеров, что он «предназначен для разрушения еврейской общины и лишения её последней хрупкой связи, которые удерживает её вместе». Также были аннулированы все гражданские права евреев.
Гитлер отправил в Париж своего личного врача Карла Брандта, но спасти Эрнста фом Рата не удалось, и через два дня 9 ноября 1938 года в 17:30 он скончался.

## Мотивы убийства
Существуют две версии о мотивах убийства Рата. По основной версии, Гриншпан мстил за притеснения евреев в Германии, в частности, за высылку 12 тысяч польских евреев, среди которых была его семья.
Среди тех, кто был изгнан из Германии, была семья Зенделя и Рифки Гриншпан, польских евреев, которые эмигрировали из Царства Польского в 1911 году и поселились в Ганновере. На суде над Адольфом Эйхманом в 1961 году Зендель Гриншпан рассказал о событиях своей депортации из Ганновера в ночь с 27 октября на 28 октября 1938 года: «Тогда они взяли нас и посадили в полицейские грузовики, в грузовики в которых возят заключённых, около 20 человек было в каждом грузовике, и когда они везли нас к железнодорожной станции улицы были полны людей, кричащих: „Juden raus! Auf nach Palästina!“ (Евреи, убирайтесь! Убирайтесь в Палестину!)». Их семнадцатилетний сын Гершель жил в это время в Париже с дядей. Гершель получил открытку от своей сестры из Польши, описывающую высылку семьи: «…Хотя нам не сказали, что случилось, но мы видели, что все уже решено. … Мы без гроша. Не могли бы вы с дядей прислать что-нибудь в Лодзь?» Он получил открытку 3 ноября 1938 года.
По другой версии, Рат и Гриншпан были гомосексуалами-любовниками и убийство произошло на почве личной ссоры. Гриншпан находился во Франции нелегально, и Рат, будучи сотрудником посольства, обещал своему любовнику Гриншпану помочь с получением документов. Когда Рат не выполнил своё обещание, Гриншпан пришел в посольство и застрелил его.
Убийство Эрнста фом Рата стало поводом для массовых антисемитских погромов, известных как «Хрустальная ночь».